# Denis Caniza
Denis Ramón Caniza Acuña (Asunción, 29 augustus 1974) is een voormalig Paraguayaanse betaald voetballer die bij voorkeur als verdediger speelde.

## Clubcarrière
Caniza debuteerde in het seizoen 1999/2000 voor CA Lanús in het profvoetbal en beëindigde zijn loopbaan in 2014 bij Club Rubio Ñu. Hij kwam eerder ook uit voor onder andere Santos Laguna, Cruz Azul, Atlas Guadalajara, Club Olimpia Asunción en Club Nacional.

## Interlandcarrière
Caniza speelde zijn eerste interland op 9 oktober 1996 tegen Chili en speelde in totaal exact honderd interlands voor zijn vaderland. Hij maakte deel uit van de selectie voor het WK 2006. Op het WK 2010 behoorde hij wederom tot de Paraguayaanse selectie en was hij ditmaal aanvoerder. Op het toernooi speelde hij op donderdag 24 juni 2010 als eerste Paraguayaan ooit zijn twaalfde WK-duel.